# Medbach
Medbach ist ein Gemeindeteil der Stadt Höchstadt an der Aisch im Landkreis Erlangen-Höchstadt (Mittelfranken, Bayern). Medbach liegt in der Gemarkung Etzelskirchen.

## Geografie
Das Dorf liegt am Nordufer der Aisch und am Erlenbach, der dort als linker Zufluss in die Aisch mündet. Dieser Bach speist nördlich des Ortes eine Kette von Weihern. Dort erhebt sich in einem kleinen Waldgebiet der Buchberg (313 m ü. NHN). 1 km nordwestlich liegt das Waldgebiet Voggenköhl. Die Kreisstraße ERH 36 verläuft nach Aisch (2,7 km nordöstlich) bzw. die A 3 unterquerend zur Bundesstraße 470 (1 km südwestlich) zwischen Gremsdorf und der Anschlussstelle 80 der A 3. Eine Gemeindeverbindungsstraße führt nach Saltendorf zur Staatsstraße 2254 (2,8 km nördlich).

## Geschichte
Der Ortsname leitet sich vom Gewässernamen Medbach (heute Erlenbach genannt) ab, dessen Bedeutung Süßbach sein soll. Auch diese Siedlung gehörte ursprünglich zum Hofverband Etzelskirchen und kam wohl mit diesem 1017 an das Kloster Michelsberg, wenngleich der Ort nicht explizit genannt wird. Das Kloster als Lehnsherr vergab Lehen an die Ministerialen von Aisch, wie aus einer Urkunde von 1217 hervorgeht. 1348 war das Kloster wieder im direkten Besitz des Ortes.
Gegen Ende des 18. Jahrhunderts gab es in Medbach 22 Anwesen. Das Hochgericht übte das bambergische Centamt Höchstadt aus. Die Dorf- und Gemeindeherrschaft hatte das bambergische Kastenamt Höchstadt inne. Grundherren waren das Kastenamt Höchstadt (1 Sölde), das Kastenamt Gremsdorf des Klosters Michelsberg (9 Halbhöfe, 7 Sölden, 1 Mühle) und das Rittergut Neuhaus (3 Gütlein). Außerdem gab es noch das Hirtenhaus und die Schmiede, die kommunal genutzt wurden.
Im Rahmen des Gemeindeedikts wurde Medbach dem 1808 gebildeten Steuerdistrikt Etzelskirchen in der im selben Jahr gebildeten Ruralgemeinde Etzelskirchen zugewiesen. 3 Anwesen unterstanden in der freiwilligen Gerichtsbarkeit dem Patrimonialgericht Neuhaus (bis 1848).
Am 1. Januar 1972 wurde Medbach im Zuge der Gebietsreform in die Stadt Höchstadt an der Aisch eingegliedert.

### Baudenkmäler
- Haus Nr. 1: Mühle mit Kleinhaus und Hofeinfahrt
- Haus Nr. 16: Inschrifttafel
- Katholische Kapelle St. Ottilien
- Ehemalige Kapelle
- Gemeindescheuer

### Einwohnerentwicklung
| Jahr      | 001819 | 001861 | 001871 | 001885 | 001900 | 001925 | 001950 | 001961 | 001970 | 001987 |
| Einwohner | 118    | 134    | 146    | 131    | 152    | 152    | 195    | 119    | 150    | 144    |
| Häuser    |        |        |        | 23     | 24     | 23     | 24     | 24     |        | 31     |
| Quelle    | [ 9 ]  | [ 10 ] | [ 11 ] | [ 12 ] | [ 13 ] | [ 14 ] | [ 15 ] | [ 16 ] | [ 17 ] | [ 1 ]  |

## Religion
Der Ort ist römisch-katholisch geprägt und nach St. Jakobus Maior (Etzelskirchen) gepfarrt. Die Einwohner evangelisch-lutherischer Konfession waren ursprünglich nach St. Matthäus (Neuhaus) gepfarrt, heute ist die Pfarrei Höchstadt zuständig.